# 碳預算

該圖描繪了在不依賴淨負排放的情況下，2024 年後全球二氧化碳排放量必須下降的速度，才能將全球氣溫升幅限制在攝氏 1.5、1.7 或 2.0 度。

碳預算（英語：Carbon budget）是種於氣候政策中採用的概念，目的在透過公平且有效的方式以制定減少溫室氣體排放的目標，著眼於"在限制全球升溫至特定水平的前提下，設定所能接受人為二氧化碳 (CO2) 最高的累積排放量。":2220當其表達為相對於第一次工業革命前的數量水準時，稱為總碳預算（total carbon budget），而從最近的指定日期起算時，稱為剩餘碳預算（remaining carbon budget）。:2220
碳預算也稱為排放預算（emissions budget）、排放配額（emissions quota）或排放限額（emission allowance）。此類排放預算除用以限制全球氣溫上升之外，另一目標是可限制海平面上升。
科學家於估算碳預算時須將各種影響因素，包括科學證據、價值判斷或是選擇與運用結合，才能達到目的。
全球碳預算可進一步劃分為不同國家個別的排放預算，讓其得以制定具體的氣候變化緩解目標。排放預算與緩解氣候變化有關，因為它顯示在時間進程之下，必須將二氧化碳的排放量控制在一個設定的範圍之內，否則全球的氣溫上升會到達危險且難以控制的程度。全球氣溫上升與這些排放的地理位置無關，且在很大程度上與這些排放的時機無關。
為將全球碳預算轉化成為各個國家層面的預算，必須在將剩餘碳預算分配之時採取一系列的價值判斷，此分配過程應當考量的因素有公平與正義，及其他方法論的考量。不同國家間存在許多差異，例如人口規模、工業化水準、歷史排放量和緩解氣候的能力。科學家正嘗試利用各種公平原則將全球碳預算予以分配。

## 定義
碳預算於IPCC第六次評估報告中被定義為以下兩種概念：:2220
- "透過綜合 1. 使用化石燃料和生產水泥產生的排放、2. 土地利用和土地利用變化相關的排放和清除、3. 海洋和自然土地二氧化碳"源"和"匯"造成的大氣二氧化碳濃度變化，而對全球碳循環的"源"和"匯"進行評估。此被稱為全球碳預算。"或是
- "考慮到其他人為氣候因素的影響，在給定機率下將全球升溫限制在給定水平，設定一全球人為二氧化碳累積淨排放量的上限。當表示為從前工業化開始估算的數字，稱為總碳預算，表示為從最近指定日期開始估算的數字，稱為剩餘碳預算。"

全球碳預算可進一步轉化為國家層級的預算，便於各個國家制定其自身的氣候變化緩解策略。
排放預算與排放目標有所區分，排放目標可根據特定全球溫度以外的目標在國際或國家層級中設定，且通常僅適用於單一年份的排放量。

## 估計

### 最近和目前剩餘的碳預算
目前有一些組織提供剩餘碳預算的年度更新，如全球碳計畫、德國的墨卡托全球公域和氣候變化研究所 (MCC)和歐盟資助的CONSTRAIN計畫。科學家於2022年3月在《2021年全球碳預算》預印本正式發布之前，根據碳監測 (CM) 發佈的資料，稱全球二氧化碳排放量在COVID-19 大流行導致2020年出現創紀錄的下降之後，卻在2021年出現大幅反彈（上升4.8%），表示按照目前的軌跡，將升溫限制在1.5°C的剩餘碳預算，有三分之二可能性會在9.5年內耗盡。
全球碳計畫於2022年4月經同行審查並正式發布的《2021年全球碳預算》，結論是源自化石燃料的二氧化碳排放量從大流行期間大幅度下降後再度反彈，比2020年的水準增加約4.8%，回到2019年的水準。
由於監測準確性提高，前述報告提出1. 中國和印度的排放超過其2019年的水平（分別增長5.7%和3.2%），而歐盟與美國則控制在2019年水平以下（分別降低5.3%和4.5%），2. 將各種變化和趨勢量化，而首度提供與各國官方溫室氣體盤查報告相關的模型估計，3. 並提出迄2022年1月1日全球的剩餘碳預算，有50%的可能性將全球暖化限制在1.5°C（但預計於其間會有短暫性超出）為120吉噸碳（相當420吉噸二氧化碳，一吉噸為十億噸） - 即依照2021年排放水準，累積排放11年的數量。
關於"剩餘減排時間"的說法，重點並不是"我們只剩下11年可以減排"，而是指：
如果碳排放量能維持在穩定水平，而不像2021年那樣繼續上升，那麼在假設性的情景下，只要在第12年完全停止所有排放，就大約剩下11年的恆定溫室氣體排放量配額。所謂"50%的可能性"是一種最低限度的可信否認需求，因為更低的可能性會讓"將升溫控制在1.5°C"的目標變得"不太可能"。此外，其他碳預算追蹤估計顯示的剩餘碳預算數字可能有所不同。例如墨卡托全球公域和氣候變化研究所（MCC）在2022年5月發佈的數據顯示剩餘的是"7年1個月"，不同可能性也會導致不同的碳預算數字，例如碳監測（CM）發佈的数据，有83%的可能性顯示僅剩餘"6.6 ± 0.1年 (即到2028 年)" 。
上述文字強調"剩餘減排時間"的說法取決於情景設定，並非嚴格的期限。
一組研究人員將2020-2022年排放的二氧化碳以及關於減少大氣中污染懸浮微粒作用的新發現列入考慮，於2023年10月將碳預算更新。他們發現全球從2023年1月開始在排放250吉噸二氧化碳（即按照目前水準連續排放6年）的情景下，有50%的機會可將升溫維持在1.5°C以下。為實現此一目標，人類需要在2034年實現二氧化碳的淨零排放。為達到有50%的機會將升溫維持在2°C以下，人類可排放1,220吉噸二氧化碳（按當前水平，可排放30年）。

### 碳預算估計和因素

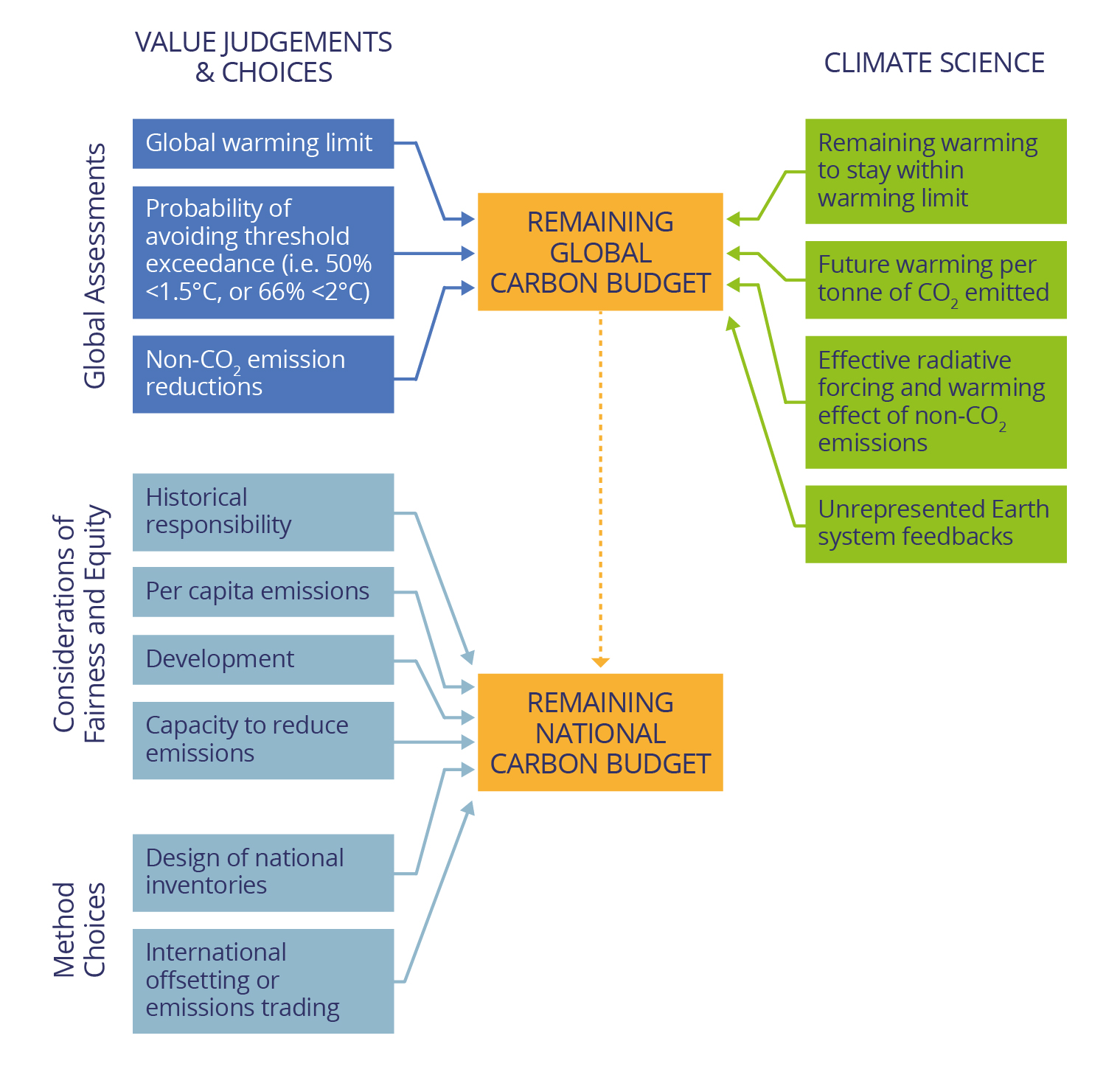
由歐盟資助的CONSTRAIN計畫所提供的文字圖表，敘明估計全球剩餘的碳預算，需要依靠科學知識加上價值判斷，而將全球目標轉化為國家層級的目標，要做到此，仍需仰賴價值判斷與抉擇。

由於全球氣溫上升與累積二氧化碳排放量之間幾乎呈線性關係而產生對全球排放預算進行估計的需求，用以將全球升溫控制在危險水平以下。全球排放自前工業化時期開始迄2019年已累積有約2,390吉億噸二氧化碳。
由於採用方法論和考慮臨界點的差異，對剩餘全球排放預算/配額的估計也會不同。然而，當今最權威的碳預算評估 -政府間氣候變化專門委員會（IPCC）的總結報告明確將氣候變化反饋的放大作用列入考慮。科學家使用以下估計數字來評估剩餘碳預算的規模：
- 過去人類活動造成的變暖作用、
- 每累積單位二氧化碳排放量的暖化效果（即累積二氧化碳排放引起的瞬時氣候響應（英语：transient climate response to cumulative emissions of carbon dioxide）（TCRE））、
- 一旦停止所有二氧化碳排放（稱為淨零排放承諾[31]），仍可能發生的暖化效果，以及
- 未受涵蓋的地球系統反饋影響。

估計數字根據所選的全球升溫目標、達到該目標的機率以及其他非二氧化碳溫室氣體的排放量而有所不同。此估計首次用於2018年發佈的《IPCC全球升溫1.5ºC特別報告》中，並在其2021年IPCC第六次評估報告中第一工作組提出報告中也受到採用。
碳預算估算取決於達成避免升溫目標的可能性或機率，以及對來自非二氧化碳排放引起升溫的假設。這些估計假設非二氧化碳排放量也會根據達到全球淨零二氧化碳排放量的深度氣候變化緩解情景而減少。因此碳預算估算取決於減少非二氧化碳排放，以及二氧化碳排放方面的成功程度。科學家估計剩餘碳預算可能會增加或是減少220吉噸二氧化碳，取決於減少非二氧化碳排放的成功程度。
| 相對於1850年-1900年期間平均升溫度數 | 17%  | 33%  | 50%  | 66%  | 83% |
| ----------------------------------- | ---- | ---- | ---- | ---- | --- |
| 1.5 °C                              | 900  | 650  | 500  | 400  | 300 |
| 1.7 °C                              | 1450 | 1050 | 850  | 700  | 550 |
| 2.0 °C                              | 2300 | 1700 | 1350 | 1150 | 900 |

## 國家排放預算
碳預算適用在全球層面。為將其轉化到國家層面，必須對總碳預算和剩餘碳預算做一系列價值判斷。鑑於國家之間有許多差異，包括但不限於人口、工業化水平、國家排放歷史和緩解能力，科學家們嘗試使用遵循各項公平原則的方法將全球碳預算分配。分配排放預算給各國等於讓它們分擔減少全球排放的工作，於國家層級氣候變化責任的一些假設也將此點強調。許多研究者進行分配排放預算的定量分析，通常同時也對國家間史上溫室氣體排放的差異提出處理方式的建議。
用於分配全球排放預算的一指導原則是《聯合國氣候變化綱要公約》（UNFCCC）中包含的"共同但有區別的責任和依據各自能力"原則。這項原則在UNFCCC中沒進一步詳細定義，但被廣泛理解為承認各國對全球排放數量累積以及發展階段上的差異。從此角度來看，那些在一定時期內（例如自前工業化時代迄今）排放量較大的國家和較富裕的國家對解決超額排放負有最大的責任。因此，它們所分配的國家排放預算必須小於過去污染較少或較貧窮的國家。國家對氣候變化的歷史責任概念自1990年代初起就在文獻中有大量討論，並已成為應對氣候變化主要協議（UNFCCC、《京都議定書》和《巴黎協定》）中的一部分。因此史上產生累積排放量最高的國家最有責任採取強而有力的行動，並協助開發中國家減少排放及進行氣候變化調適。這項原則已得國際條約認可，並已成為開發中國家外交戰略的一部分，它們認為自身需要更大的排放預算以降低不平等，進而實現永續發展。
計算國家排放預算的另一共同原則是"平等主義"。此原則規定個人應享有平等權利，因此排放預算應根據國家人口平均分配。因此一些科學家推斷在國家排放預算中採用國家人均分配的方式。這項原則可能受到人口較多或數目快速增長國家的青睞，但又生出個人是否有權製造污染的問題。
計算國家排放預算時採用的第三個公平原則將國家主權列入考慮。所謂"主權"原則強調各國在污染方面有平等權利。計算國家排放預算的祖父條款就使用這原則。祖父條款根據特定基準年的排放量按比例分配預算，並已在《京都議定書》等國際條款和歐盟排放交易體系（EU ETS）的早期階段使用，此一原則往往受到已開發國家的青睞，因為它們因此可獲得更大的排放預算。然而最近的出版物強調祖父條款無法作為一公平原則，因為它"對較貧窮的國家造成的是“級聯式偏見”，而非一“公平標準”""。而有其他學者強調，"將國家視為排放權所有者在道德層面上存在問題"。

## 不逾越碳預算規範的途徑
在減緩氣候變化的概念中已提供不逾越碳預算規範的步驟。
氣候變化緩解或称去碳化（decarbonization）是為限制氣候變化，而透過減少溫室氣體排放，或是從大氣層中去除這些氣體（參見碳匯）而採取的行動。:2239近期全球平均溫度上升主要是由燃燒化石燃料（煤、石油和天然氣）所引起。減緩的做法透過轉換使用可持續能源、節約能源和提高能源效率來達到減排的目的。此外，還可透過擴大森林面積、復育濕地和利用其他自然及技術的途徑來去除大氣中的二氧化碳，這些過程統稱為碳截存。:12
在一系列的選項之中，太陽能和風能具有最高的氣候變化緩解潛力和最低的成本。太陽能和風能的可用變率（間歇性）可透過儲能和改進的輸電網路（包括超級電網、需求管理和可再生能源多樣化）來解決。 :1直接使用化石燃料的設備（例如車輛和取暖設備）的排放量可透過電氣化來達到降低的目的。改用熱泵和電動載具可提高能源效率。如果工業過程無法避免產生二氧化碳，可採碳捕集與封存（CCS）措施以降低淨排放量。
農業溫室氣體排放包括甲烷和一氧化二氮。可透過減少食物浪費、轉向植物性飲食、保護生態系統和改進耕作方式來降低排放。:XXV

## 外部連結
- The CONSTRAIN Project Annual Report （页面存档备份，存于） Nauels, Alex; Rosen, Debbie; Mauritsen, Thorsten; Maycock, Amanda; McKenna, Christine; Roegli, Joeri; Schleussner, Carl-Friedrich; Smith, Ela; Smith, Chris; Forster, Piers. . University of Leeds. 2019  [2024-04-12]. doi:10.5518/100/20. （原始内容存档于2024-06-03）.